# Indische Eierschlange
Die Indische Eierschlange (Boiga westermanni, Syn.: Elachistodon westermanni) ist eine Schlangenart aus der Gattung der Nachtbaumnattern (Boiga) innerhalb der Familie der Nattern. Benannt wurde sie nach William Westermann, der 1863 den Holotypus sammelte.

## Beschreibung
Die Indische Eierschlange erreicht eine Länge von 84 cm. Der längliche Körper ist seitlich abgeflacht. Die großen Augen haben senkrechte Pupillen. Die Oberseite ist dunkel olivbraun bis schwarz. Die Schuppen auf der Rückenmitte entlang der Wirbelsäule (auch als Vertebralia bezeichnet) sind gelb, außer an ihren äußeren Rändern, wo sie einen hellen Vertebralstreifen bilden, der sich über die gesamte Länge des Körpers erstreckt. Die Unterseite ist weiß. Die äußeren Ränder der Bauchschuppen und die angrenzenden Schuppenreihen sind braun umrandet. Ein gelber Streifen zieht sich entlang des Oberkopfes oberhalb der Augen von der Schnauze bis zu den Mundwinkeln. Auf dem Nacken ist ein eckiger Flecken zu erkennen. Die Lippen sind gelb.

## Vorkommen

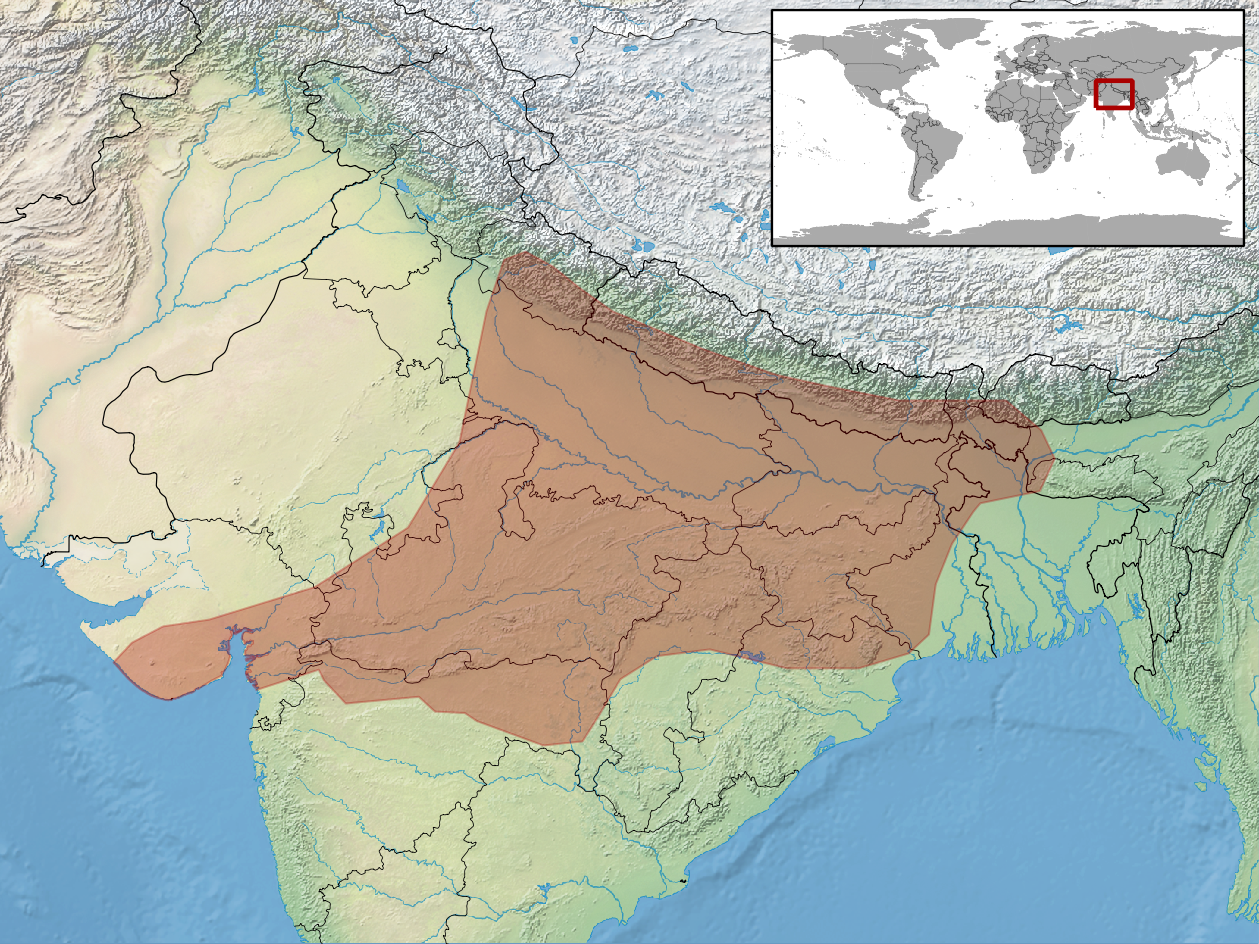
Verbreitungsgebiet nach IUCN

Historische Nachweise stammen aus Terai, Bangladesch, Westbengalen, Bihar und Uttaranchal. Die jüngsten Beobachtungen stammen aus den indischen Bundesstaaten Maharashtra, Gujarat und Telangana.

## Lebensweise
Die Indische Eierschlange ist ungiftig. Sie ernährt sich von Reptilien- und Vogeleiern. Mit Hilfe von mit Zahnschmelz überzogenen dornartigen Fortsätzen (Hypapophysen) an der Speiseröhrenwand werden die Eier geschluckt und aufgebrochen. Der Inhalt des Eis wird hinuntergeschluckt und die Eierschalen wieder hervorgewürgt.

## Status
Von 1863 bis 2003 war die Indische Eierschlange nur von 8 Exemplaren bekannt. Nachdem ab 1969 die Sichtungen ausblieben, hielt man die Art für verschollen, bis Parag Dandge, Distriktkoordinator der Satpuda Foundation in Wardha, Maharashtra im August 2003 ein totes Exemplar entdeckte, das teilweise von Ameisen angefressen war. Da er die Schlange nicht identifizieren konnte, konservierte und fotografierte er sie und sandte die Bilder an das Centre for Herpetology in Chennai, an die Bombay Natural History Society (BNHS) und die Indian Herpetological Society (IPS) in Pune. 2005 gelang es schließlich deutschen und indischen Taxonomen das Exemplar als Indische Eierschlange zu identifizieren. Zwischen 2005 und 2007 sind die ersten lebenden Exemplare in den Distrikten Amravati in Maharashtra und Bhavnagar in Gujarat entdeckt worden. 2014 gab es den Erstnachweis für den Bundesstaat Telangana. Die Indische Eierschlange ist in der Roten Liste der IUCN als least concern (nicht gefährdet) und in Anhang II des Washingtoner Artenschutzabkommens gelistet.